# Secret Service (manga)
Secret Service : Maison de Ayakashi (妖狐×僕SS, Inu Boku Shīkuretto Sābisu) est un manga écrit et dessiné par Cocoa Fujiwara. Il a été prépublié entre avril 2009 et février 2014 dans le magazine Monthly Gangan Joker de l'éditeur Square Enix, et a été compilé en un total de onze volumes. La version française est éditée en intégralité par Kurokawa.
Il a été adapté en série télévisée d'animation de douze épisodes par le studio David Production entre janvier et mars 2012.

## Synopsis
Partie 1: Ririchiyo Shirakiin est l'héritière d'une famille prospère aux pouvoirs surnaturels. Un jour, elle décide de vivre seule et va dans la  Maison de Ayakashi, une résidence pour les personnes ayant du sang de yôkai. Là-bas, chaque résident se voit assigner un agent du Secret Service en tant que garde du corps. Mais Ririchiyo tombe sur un agent très étrange qui lui demande s'il peut devenir son chien de garde ce qu'elle ne voudra absolument pas, mais il va arriver à la convaincre. Cet homme très étrange ne supporte pas de la voir partir sans lui et pleure même quand elle doit se séparer de lui pour aller aux toilettes.
Partie 2: Quasiment tous les occupants de la Maison de Ayakashi sont morts lors d'un raid de yôkai ennemis et la possession de Karuta par l'un d'entre eux. Ils se sont donc réincarnés et plusieurs d'entre eux ne se souviennent pas de leur vie antérieure. Ririchiyo et Shojo reprennent donc leur relation à zéro mais la capsule temporelle permettant de raviver leurs souvenirs, ceux-ci viendront les hanter.

## Personnages
Ririchiyo Shirakiin (白鬼院 凜々蝶, Shirakiin Ririchiyo)
Mi-démone, mi-humaine, Ririchiyo est une lycéenne qui a emménagé dans la chambre 4 de la maison Ayakashi pour vivre seule. Elle est la réincarnation d'un démon bélier. Elle aspire à être indépendante et se préoccupe constamment de ne pas être capable de communiquer avec d'autres personnes correctement, une de ses raisons de son déménagement. Son agent SS et  serviteur est Soshi, un esprit renard. Elle découvre que c'était Soshi qui lui écrivait des lettres à la place de son ancien maître et fiancé de Ririchiyo : Kagero, dans le chapitre 8. Ririchiyo avoue à Soshi qu’elle l’aime dans le chapitre 10.
Ririchiyo a été tué à l'âge de 16 ans en essayant d'arrêter le Yôkai qui avait tué Soshi.
Dans la partie 2, elle se réincarne, mais est amnésique dû au traumatisme de perdre Soshi, mort pour la protéger. Par moments, lui reviennent des souvenirs de son histoire avec lui. Elle gagne une résolution visant à protéger tout le monde. Après avoir retrouvé ses souvenirs, elle rompt son contrat avec Soshi, dans une tentative de le protéger et aussi parce qu'elle se rend compte qu'il n'est pas le même Soshi dont elle est tombée amoureuse (notamment parce qu'il l'appelle Shirakiin au lieu de Ririchiyo).
Sōshi Miketsukami ((御狐神 双熾, Miketsukami Sōshi)
L'agent SS assigné à Ririchiyo et son serviteur, Soshi est la réincarnation du Renard à neuf queues. Ririchiyo l'a aidé quand elle était petite. Plus tard dans la série, on découvre que Ririchiyo lui a permis de changer son regard sur le monde (en quelque sorte). Elle découvre que c'était Soshi qui lui écrivait des lettres à la place de son ancien maître et fiancé de Ririchiyo dans le chapitre 8. Ririchiyo avoue à Soshi qu'elle l'aime au chapitre 10.
Il a été tué pendant un combat à 23 ans, pour protéger Ririchiyo d'une bande de Youkai.
Il se réincarne, mais ne se souvient pas de sa vie antérieure. Après avoir pris connaissance, par la mère de Kagero, quelle importance avait Ririchiyo pour le Soshi précédent, il effectue des recherches sur son ancien lui et devient l'agent SS de Ririchiyo. Il tente alors de se conduire comme sa réincarnation précédente, développant également de forts sentiments pour Ritichiyo. Cependant, Ririchiyo ayant rompu avec lui, il est un peu jaloux de son "moi" précédent.
Renshō Sorinozuka (反ノ塚 連勝, Sorinozuka Renshō)
Un démon ittan-momen (sorte de parchemin noir volant), possédant plusieurs tatouages sur sa peau bronzée, il est le locataire de la chambre 3. Il a développé une relation frère-sœur avec Ririchiyo quand il était petit, gagnant également la confiance de Soshi dans le processus de retrouvailles. Son agent SS est Nobara, avec qui, bien qu’ils se chamaillent un peu, il entretient une relation étroite. Il est paresseux. Il a reçu de nombreuses déclarations d’amour par des filles, mais les rejette toujours, parce qu'il sait qu'il va devoir se séparer de toute façon, et alors qu'il peut se réincarner, les humains ne peuvent pas.
Il était l'un des seuls membres de la Maison de Ayakashi à ne pas mourir à cause des Youkai ennemis. En tant que tel, il a normalement vieilli, et il a maintenant 41 ans. Il vit actuellement avec Nobara, et se lamente sur ce qu'elle est devenue: un étudiant de collège. Il a maintenant une barbiche.
Nobara Yukinokōji (雪小路 野ばら, Yukinokōji Nobara)
Agent SS affecté à Renshō, elle est Yuki-onna (Reine des neiges) et porte des lunettes dans sa forme humaine. Elle est très intéressée par la mode et les jolies filles. Même si elle affirme qu'elle n'a aucun intérêt pour les hommes, elle étreint Renshō par derrière, et peut s'occuper de lui de manière surprenante.
Elle a été tuée à l'âge de 22 ans par le groupe d'ennemi Yôkai. Elle a été réincarnée, et est actuellement un étudiant de collège. Chose surprenante, sa poitrine est désormais la plus petite après celle de Ririchiyo.
Kagerō Shōkiin (青鬼院 蜻蛉, Shōkiin Kagerō)
Locataire de chambre 2, il est l’ancien maître de Soshi, ami avec Banri et Natsume, et le fiancée de Ririchiyo. Kagero est excentrique, simple, et narcissique, appelant les autres locataires "porcs" ou "animaux". Son agent SS est Karuta, qu'il maintient avec une chaîne et une tenue de femme de chambre. Il classe les gens dans deux catégories différentes :«sadique» ou «masochiste». Ririchiyo avait l'habitude de lui écrire des lettres quand elle était jeune, cependant, les réponses des lettres ont été en fait écrites par Soshi.
Il est mort et réincarné avec les autres, et vit maintenant dans une Maison de Ayakashi dans la chambre 7.
Karuta Roromiya (髏々宮 カルタ, Roromiya Karuta)
L'agent de SS assigné à Kagero, une Gashadokuro (grand squelette fabriqué à partir de l'os des morts de faim) dont la forme humaine est une adolescente brune/rose. Même si elle semble être "ailleurs" la plupart du temps, elle est très intelligente, observatrice et aime manger. Karuta montre des sentiments particuliers pour Watanuki, qui est son ami d'enfance.
Vers la fin de la partie 1, elle a été attaquée et possédée par un Youkai ennemi qui a commencé à l'utiliser à ses propres fins. Elle a demandé à Watanuki de la tuer, car elle ne pourrait jamais revenir à sa forme humaine. Watanuki a crié et lui a dit qu'il serait toujours à ses côtés, peu importe si elle ne pouvait pas retourner à la forme humaine. Même si elle était heureuse d'entendre ces paroles, elle a été entièrement possédée par l'ennemi et a dû être tuée peu de temps après le raid.
Dans la partie 2, elle a été réincarnée, et a actuellement 20 ans. Elle a maintenant les cheveux courts, et ses seins sont plus gros que dans sa vie précédente.
Banri Watanuki (渡狸 卍里, Watanuki Banri)
Locataire de la chambre 1, Banri est un Tanuki (démon mixte avec une série impulsive et très franc). Il se décrit lui-même comme un "délinquant". Il considère Soshi comme son rival parce qu'il disait qu’il était « mignon ». Son agent SS est Zange. Il a des sentiments forts pour Karuta Roromiya. C’est la raison pour laquelle il a décidé qu'il voulait devenir fort. Il déteste profondément et a peur de Kagero parce qu'il a été intimidé par lui quand il était enfant et à cause de la façon dont il traite Karuta.
Vers la fin de la partie 1, il essaie de convaincre Karuta, possédée, qu'il sera à ses côtés, même si elle ne peut pas revenir en arrière dans une forme humaine. Même si elle pleure de bonheur, elle est incapable de l'emporter sur le contrôle de l'ennemi, et Karuta est complètement effacée. Il la chercha, mais a été tué dans la bataille entre la Maison de Ayakashi et le Youkai ennemi à 16 ans.
Il a été réincarné dans la partie 2 comme un étudiant de collège, mais n'a aucun souvenir de la Partie 1, un peu comme Ririchiyo et Soshi. Son SS est Karuta dans la partie 2, et est le plus jeune de tous les résidents.
Zange Natsume (夏目 残夏, Natsume Zange)
Agent de SS assigné à Banri, Natsume est mi-démon, mi-homme, portant une paire d'oreilles de lapin noir sur la tête. Il est Hyakume, ou 100 yeux, capable de «voir» le passé, l'avenir, et diverses autres choses. Il affirme être en mesure de «voir» les choses en raison de son héritage démoniaque. Il est très joyeux. Il est ami d'enfance avec Soshi et est très « friand »de lui, au point de l’appeler « Sô-sô ». Sa devise est: "Tout le monde devrait s'entendre". Mais il peut montrer un côté plus sinistre à l'occasion.
Natsume est mort de maladie à l'âge de 24 ans peu après que Soshi a été tué dans le raid de l'ennemi Yôkai. Il a été réincarné, et est actuellement âgé de 21 ans.

## Manga
Le manga a débuté dans le premier numéro du magazine Monthly Gangan Joker de Square Enix sorti le 22 avril 2009. En janvier 2013, l'auteur annonce que le manga entre dans son dernier arc. La série se termine finalement le 22 février 2014.
La version française est éditée par Kurokawa depuis janvier 2012. Il est aussi édité en Amérique du Nord par Yen Press.

### Liste des volumes
| no | Japonais         | Japonais          | Français        | Français          |
| no | Date de sortie   | ISBN              | Date de sortie  | ISBN              |
| --- | ---------------- | ----------------- | --------------- | ----------------- |
| 1 | 22 avril 2010    | 978-4-7575-2851-2 | 12 janvier 2012 | 978-2-351-42711-8 |
| Liste des chapitres : - Chapitre 1 : Mon chien et moi - Chapitre 2 : Un chien qui ne supporte pas la solitude - Chapitre 3 : Le vrai pacte - Chapitre 4 : Le rallye de la Maison de Ayakashi                                                                      |                  |                   |                 |                   |
| 2 | 22 avril 2010    | 978-4-7575-2852-9 | 12 avril 2012   | 978-2-351-42730-9 |
| Liste des chapitres : - Chapitre 5 : Plus que tu ne le penses - Chapitre 6 : Thé et distance - Chapitre 7 : Chien traître - Chapitre 8 : Volutes d'air chaud |                  |                   |                 |                   |
| 3 | 22 juillet 2010  | 978-4-7575-2940-3 | 5 juillet 2012  | 978-2-351-42731-6 |
| Liste des chapitres : - Chapitre 9 : Nous deux, au loin - Chapitre 10 : Le jour où nous sommes devenus un couple / trois mois après - Chapitre 11 : Les saisons qui passent - Chapitre 12 : Le deuxième couple - Chapitre 13 : Jusqu'à ce que vienne le printemps |                  |                   |                 |                   |
| 4 | 22 février 2011  | 978-4-7575-3146-8 | 11 octobre 2012 | 978-2-351-42732-3 |
| Liste des chapitres : - Chapitre 14 : 2e métier : Maniac - Chapitre 15 : Le jour de la fin, le jour du commencement - Chapitre 16 : Aujourd'hui, sous la même lune - Chapitre 17 : Chien contre chien - Chapitre 18 : Rencontres                                  |                  |                   |                 |                   |
| 5 | 22 juillet 2011  | 978-4-7575-3290-8 | 10 janvier 2013 | 978-2-351-42733-0 |
| Liste des chapitres : - Chapitre 19 : Chapitre premier - Chapitre 20 : Hypnose - Chapitre 21 : Les jours qui passent - Chapitre 22 : Cours particuliers - Chapitre 23 : Vingt-trois ans                                                                           |                  |                   |                 |                   |
| 6 | 22 décembre 2011 | 978-4-7575-3448-3 | 11 avril 2013   | 978-2-351-42878-8 |
| Liste des chapitres : - Chapitre 24 : Notre nostalgie - Chapitre 25 : Mensonges et vérité - Chapitre 26 : Doux mensonge - Chapitre 27 ; La fin du mensonge et des retrouvailles tardives - Chapitre 28 : Merci                                                    |                  |                   |                 |                   |
| 7 | 22 juin 2012     | 978-4-7575-3630-2 | 4 juillet 2013  | 978-2-351-42882-5 |
| 8 | 22 novembre 2012 | 978-4-7575-3794-1 | 10 octobre 2013 | 978-2-351-42921-1 |
| 9 | 22 mai 2013      | 978-4-7575-3970-9 | 9 janvier 2014  | 978-2-351-42950-1 |
| 10 | 22 octobre 2013  | 978-4-7575-4092-7 | 15 mai 2014     | 978-2-368-52009-3 |
| 11 | 22 juillet 2014  | 978-4-7575-4359-1 | 12 mars 2015    | 978-2-368-52088-8 |

## Anime
L'adaptation en série télévisée d'animation a été annoncée dans le magazine Monthly Gangan Joker d'août 2011.
Il a été produit par le studio David Production, et diffusé en streaming légal par Crunchyroll en version anglaise.
Un OAV est sorti avec le septième coffret DVD/Blu-ray de l'anime.

### Liste des épisodes
| No | Titre français                  | Titre japonais                     | Titre japonais                          | Date de 1re diffusion |
| No | Titre français                  | Kanji                              | Rōmaji                                  | Date de 1re diffusion |
| --- | ------------------------------- | ---------------------------------- | --------------------------------------- | --------------------- |
| 01 | Le chien et moi                 | いぬとぼく                         | Inu to Boku                             | 12 janvier 2012       |
| Ririchiyo Shirakiin, une jeune fille d'une famille riche, se déplace dans le complexe d'appartements Maison de Ayakashi de haute sécurité, où lui est affecté un agent des services secrets nommé Soshi Miketsukami. Ririchiyo est assez réticente à avoir Soshi comme agent, d'autant plus qu'elle ne se sent pas digne de protection, son nom n'étant généralement la seule chose qui motive son entourage. La nuit, un cambrioleur fait irruption dans le complexe pour essayer de voler l'argent de Ririchiyo, cependant Soshi, et les autres agents des services secrets dans le complexe, ont le pouvoir de canaliser les esprits des monstres pour s'en servir et le voleur s'enfuit. Ayant été protégée d'une balle par Soshi, Ririchiyo accepte qu'il devienne son garde du corps. |                                 |                                    |                                         |                       |
| 02 | Un chien solitaire              | 淋しがり屋の犬                     | Samishigariya no Inu                    | 19 janvier 2012       |
| Rensho Sorinozuka emmène Ririchiyo et Soshi dans un centre commercial jusqu'au soir. Sōshi raconte à Ririchiyo qu'ils se sont rencontrés les uns des autres dans le passé, mais elle ne s'en souvient pas. De retour au complexe, ils apprennent par Nobara Yukinokōji que Karuta Roromiya a disparu. Ils se mettent à sa recherche mais Ririchiyo se retrouve piégée dans un esprit sombre appelé nurikabe. Avec beaucoup d'effort, Soshi et Ririchiyo détruisent la prison créée par l'esprit en utilisant leurs pouvoirs de yôkai. Quant à Karuta, il s'avéra qu'elle était partie plus tôt pour aider à préparer une fête de bienvenue pour Ririchiyo et Soshi. |                                 |                                    |                                         |                       |
| 03 | Le vrai contrat                 | ほんとうの契約                     | Hontō no Keiyaku                        | 26 janvier 2012       |
| Ririchiyo entre à l'école secondaire, mais doit gérer son stress pour faire une bonne impression. Elle remarque plus tard Soshi embrasser une admiratrice, mais il nie avoir jamais eu de sentiment pour la fille. Cela choque Ririchiyo, au point de sa fin à leur contrat ensemble. Le lendemain, Nobara offre à Ririchiyo de faire un contrat avec elle, mais celle-ci refuse. Lors d'un banquet de l'école, deux étudiants masculins se moquent de l'hostilité de Ririchiyo, et Soshi défend la vraie personnalité de sa cliente comme étant merveilleuse. Après qu'elle se rend compte combien il se soucie d'elle, Ririchiyo demande à Soshi d'être son garde du corps à nouveau. |                                 |                                    |                                         |                       |
| 04 | Ayakashi kan walk rally         | 妖館ウォークラリー                 | Ayakashi-kan Wōkurarī                   | 2 février 2012        |
| Banri Watanuki, un ancien résident du complexe, est de retour de formation avec Zange Natsume, son agent des services secrets. Sōshi a connu Watanuki et Natsume depuis l'enfance, ce qui perturbe Ririchiyo. Les quatre participent à un rallye à pied, institué par Banri comme un concours entre Soshi et lui, pour obtenir les signatures de tous les résidents le plus rapidement possible. Au moment où Ririchiyo et Soshi trouvent Karuta (la dernière signature qu'il leur manque), ils la trouvent avec Banri et Natsume révèle que Watanuki avait initialement parti pour former afin de protéger la fille qu'il aime. Le soir, Ririchiyo semble remarquer qu'elle commence à avoir un rythme cardiaque irrégulier. |                                 |                                    |                                         |                       |
| 05 | Kagerou du printemps            | 春の蜻蛉                           | Haru no Kagerō                          | 9 février 2012        |
| Ririchiyo veut écrire une lettre d'excuses à Soshi, mais elle hésite avant de trouver le bon bloc-notes pour écrire. De plus, elle a reçu d'étranges messages sur son téléphone à partir d'un numéro inconnu, or ils deviennent plus fréquents et plus menaçants, cependant Ririchiyo ne s'inquiète pas. Alors que Ririchiyo marche seule la nuit, Soshi la trouve et exprime son inquiétude pour elle, notamment à cause des messages. À ce moment-là, Kagero Shōkiin, le responsable de l'envoi des messages, apparaît à l'improviste. Comme il est un ami d'enfance de la plupart des autres résidents masculins (et lui-même résident), Kagero offre à tous les locataires et agents divers instruments de sadomasochisme comme souvenirs de son voyage. Il mentionne également qu'il avait autrefois Soshi à son service, prenant Ririchyo au dépourvu. Il annonce ensuite être le fiancé de Ririchiyo. Cette dernière se souvient d'avoir échangé des lettres avec lui quand elle était jeune. |                                 |                                    |                                         |                       |
| 06 | Ne pensez pas                   | 考えるよりも                       | Kangaeru yori mo                        | 16 février 2012       |
| Karuta passe beaucoup de son temps distraite à l'école, à la grande inquiétude de Ririchiyo. Watanuki explique que peu de gens comprennent vraiment ce qui se passe dans l'esprit de Karuta. Natsume veut que Ririchiyo se lie avec Karuta, même si elle n'a aucune idée de comment le faire. Alors que Ririchiyo offre à Karuta une partie de son déjeuner, Karuta la rembourse en lui donnant plusieurs friandises à l'heure du souper. Le lendemain, Ririchiyo est étonné de voir les talents culinaires de Karuta pendant les cours de cuisine, et elle commence à comprendre comment Karuta fonctionne. Une averse se produit après l'école, et une Nure-onna pénètre dans le bâtiment. Ririchiyo et Watanuki parviennent à l'envoyer au tapis facilement. Cependant, la Nure-onna se ravive et envoie Ririchiyo et Watanuki par la fenêtre. Heureusement, Karuta arrive et les sauve d'une chute terrible. |                                 |                                    |                                         |                       |
| 07 | Leur nuit solitaire             | ふたりのよる                       | Futari no Yoru                          | 23 février 2012       |
| Un groupe de fantômes ont envahi la maison et les mesures de sécurité ont été activées. Les résidents sont enfermés dans différents endroits de la maison et doivent y rester jusqu'au matin. Bloquée dans sa chambre, c'est le moment idéal pour Ririchiyo d'exprimer sa reconnaissance à Soshi, mais cela se révèle difficile pour elle. Dans le couloir, Natsume encourage Watanuki d'utiliser ce temps pour s'entraîner toute la nuit. Dans la cafétéria, Sorinozuka se repose pendant que Nobara joue au shogi avec Chino, une des serveuses. Dans la cuisine, Karuta a tellement faim qu'elle commence à cuisiner des repas complets avant de les manger. Sōshi reste debout toute la nuit tandis que Ririchiyo essaie d'aller dormir. Mais avant de le faire, elle le remercie pour son service à ce jour. Watanuki casse accidentellement la barrière, permettant aux fantômes, connus sous le nom obariyon, de passer à travers. Karuta, sentant le danger arrive et vainc tous les montres. Comme il semble que les obariyon sont anéantis, tous sortent mais des fantômes qui s'étaient cachés sautent sur le dos de Ririchiyo. Sōshi, qui ne peut pas supporter la vue de cela, détruit le reste d'entre eux. |                                 |                                    |                                         |                       |
| 08 | Thé et distance                 | お茶と距離                         | Ocha to Kyori                           | 1er mars 2012         |
| Ririchiyo veut le type d'amitié avec Soshi que les locataires partagent d'ordinaire avec leurs agents. Elle est incapable de parler ses vrais sentiments, et mentionne qu'elle ne sait pas grand-chose au sujet du passé de Soshi. Elle observe comment Karuta et Watanuki interagissent les uns avec les autres à l'école, dans l'espoir de comprendre cela pour elle-même. Elle envisage de faire du café et d'inviter Soshi à le boire avec elle, mais elle a d'abord trouver des idées pour le lui demander, elle y passe la nuit, en vain. Après de nombreuses tentatives désespérées pour lui demander, elle l'appelle sous le cerisier, où elle dit finalement qu'ils devraient se traiter mutuellement comme des amis, l'invitant à prendre un café dans sa chambre le soir suivant. |                                 |                                    |                                         |                       |
| 09 | Jour de la promesse             | 約束の日                           | Yakusoku no Hi                          | 8 mars 2012           |
| Ririchiyo prépare tout pour son café avec Soshi. Dans l'après-midi, Ririchiyo nettoie sa chambre, puis décide d'étudier avec Karuta et Watanuki pour un quiz à venir dans leur classe tandis que les agents de les surveiller. Natsume crée une série de jeux "partenaires" pour tout le monde: deviner ce qui est à l'intérieur de la boîte de mystère et un quiz partenaire, et Soshi se laisse emporter par son dévouement pour Ririchiyo durant les jeux. Une série de papiers avec des ordres inscrits dessus sont apparus dans le manoir causant tout un émoi. Il se trouve que Kagero, de retour de voyage, était l'un derrière cela. |                                 |                                    |                                         |                       |
| 10 | Le chien infidèle               | 裏切りの妖狐                       | Uragiri no Yōko                         | 15 mars 2012          |
| Le café est reporté au lendemain en raison du retour inattendu de Kagero. Cependant, après l'école le lendemain, Kagero traîne Ririchiyo avec lui à plusieurs endroits dans toute la ville, faisant qu'empirer les choses. Plus tard dans la nuit, Ririchiyo est inquiète car Soshi ne répond pas à son message d'excuses, elle décide alors de lui rendre visite à sa chambre et lui offrir un melon en guise d'excuses. Quand elle s'excuse, Soshi agit étrangement, ce qui l'énerve et elle retourne à sa chambre inquiète. Le lendemain matin, Soshi supplie Kagero de ne pas révéler à Ririchiyo son secret, mais Kagero refuse, ce qui fait qu'ils commencent à se battre. Ririchiyo tombe sur eux par hasard et les empêche de se battre, leur demandant d'expliquer quel est le problème. Soshi admet alors qu'il cache quelque chose à Ririchiyo. |                                 |                                    |                                         |                       |
| 11 | Kagerou                         | 陽炎                               | Kagerō                                  | 22 mars 2012          |
| Soshi se remémore son enfance: sa famille était connue pour être malsaine envers les enfants yôkai, en effet Soshi a été isolé dans un sanctuaire toute sa jeunesse. En séduisant des femmes, il gagne de la liberté. Un an plus tard, lors d'une fête, une femme lui permet de travailler pour elle dans sa maison, où il doit servir le jeune Kagero pour gagner sa vie. Kagero a demandé un jour à Soshi de répondre aux lettres de sa fiancée, que Soshi trouvait très perspicace au travers de ses lettres. Mais lorsqu'il l'a vue en vrai, il a été surpris de voir qu'une jeune fille riche et gâtée pouvait écrire de telles lettres. Pendant l'été, ils ont continué à écrire des lettres à l'autre, et Soshi réalisé qu'ils avaient des sentiments pour Ririchiyo, et a commencé à se sentir coupable de voler l'identité de Kagero. Après avoir appris que Ririchiyo déménageait à l'intérieur de la Maison de Ayakashi, il a décidé de devenir un agent des services secrets. Maintenant, il avoue enfin qu'il est le véritable auteur des lettres. Ririchiyo avait déjà deviné que Kagero n'était pas celui qui lui répondait, mais elle est choquée de découvrir que Soshi en était l'auteur, ce qui explique cependant pourquoi Soshi en savait tellement à son sujet avant même leur rencontre. |                                 |                                    |                                         |                       |
| 12 | Le jour où nous étions ensemble | 二人になった日                     | Futari ni natta Hi                      | 29 mars 2012          |
| Kotaro, le fils du cuisinier, a une conversation avec Sorinozuka à propos de ses inquiétudes sur ce qui pourrait arriver quand Joe, son père, se réincarnera, Natsume suggère alors d'envoyer un message à l'intérieur d'une capsule temporelle enterrée dans le jardin pour les futures réincarnations. Natsume convainc les autres à se joindre au projet et d'écrire des lettres à leurs futures réincarnations. Ririchiyo raconte dans la sienne combien elle a changé depuis qu'elle a vécu à l'intérieur de la Maison, ensuite elle va apporter une autre lettre à Soshi. Alors que Kotaro pense ce qu'il va écrire, il est consolé par son père, qui affirme que lui et son futur lui sont deux êtres distincts. Ririchiyo réalise soudain qu'elle a interverti ses deux lettres. Or Soshi a déjà lu la mauvaise lettre où elle expliquait qu'elle ne se sauverait pas et resteraiy aux côtés de Soshi. Morte de honte, elle s'enfuit dans un parc, et alors que Soshi l'appelle pour venir la chercher, Ririchiyo réalise que Soshi se déteste comme elle se détestait avant. Sauf qu'elle a réussi à surmonter cette épreuve car elle est tombée amoureuse de Soshi. Elle a décidé d'utiliser son courage de le sauver en confessant son amour pour lui. Sōshi embrasse Ririchiyo et exprime son amour pour elle aussi. Par la suite, Soshi raconte à Ririchiyo son rêve d'avoir une famille avec elle, mais Ririchiyo répond que seul le temps leur dira s'il est censé se réaliser. |                                 |                                    |                                         |                       |
| OAV |                                 | 御狐神くん変化 スイッチ おままごと | Miketsukami-kun Henka Suicchi Omamagoto | 26 septembre 2012     |
| Les Métamorphoses de Miketsukami: Soshi remarque la nervosité de Ririchiyo quand elle est seule avec lui. Pour la mettre plus à l'aise, il se transforme successivement en petit garçon, puis en femme, ce qui provoque des situations assez étranges. Boutons: Les occupants de la Maison découvrent des emplacements sur le corps des autres qui provoquent des réactions réflexes saugrenues telles que "imiter Nobara". Jouer à papa et maman: Kotaru s'occupe de sa petite sœur Hana. Celle-ci exprime le souhait de jouer à papa et maman, jeu auquel les occupants acceptent volontiers de se plier. Cependant leurs caractères surprenants donnent à ce jeu des allures de feuilleton. |                                 |                                    |                                         |                       |

## Produits dérivés
Un guide officiel est sorti le 22 mars 2012 au Japon et le 4 juillet 2013 en version française. Une anthologie officielle est aussi sortie le 22 juin 2012 au Japon.